# Solenostoma glaucum
Solenostoma glaucum là một loài rêu tản trong họ Jungermanniaceae. Loài này được (Amak.) Váňa & D.G. Long mô tả khoa học lần đầu tiên năm 2009.